# (4318) Baťa
(4318) Baťa – planetoida z grupy pasa głównego asteroid okrążająca Słońce w ciągu 5 lat i 286 dni w średniej odległości 3,22 j.a. Została odkryta 21 lutego 1980 roku w Obserwatorium Kleť przez Zdeňkę Vávrovą. Nazwa planetoidy pochodzi od Tomáša Baťy (1876–1932), czeskiego przemysłowca. Przed jej nadaniem planetoida nosiła oznaczenie tymczasowe (4318) 1980 DE1.